# News Chronicle
The News Chronicle була британською щоденною газетою. Утворена злиттям The Daily News і Daily Chronicle у 1930 році, вона припинила публікацію 17 жовтня 1960, будучи поглинутою Daily Mail. Її офіси знаходились в Лондоні.